# Ehrenreich (Vorname)
Ehrenreich ist ein deutscher männlicher Vorname.

## Namensträger
- Ehrenreich Wilhelm Gottlieb von Besser (1740–1807), preußischer Generalleutnant
- Ehrenreich Gerhard Coldewey (1702–1773), deutscher Jurist und Archivar
- Ehrenreich Bogislaus von Creutz (um 1670–1733), preußischer Staatsminister
- Ehrenreich Eichholz (1807–1871), deutscher Redakteur und Schriftsteller
- Ehrenreich Hannibal (1678–1741), schwedisch-deutscher Münzstempel- und Siegelschneider sowie Medailleur
- Ehrenreich Christoph Koch (1714–1786), deutscher evangelisch-lutherischer Theologe und Geistlicher
- Ehrenreich von Redern (1847–1923), preußischer Generalmajor
- Ehrenreich Wilhelm Sello (1722–1795), Königlicher Planteur im Berliner Tiergarten
- Ehrenreich Weismann (1641–1717), evangelischer Geistlicher, Superintendent und Verfasser lateinischer Wörterbücher